# PROM
PROM(피롬, Programmable Read-Only Memory, 프로그램 가능 판독 전용 메모리)는 장치 제조 후 한 번만 내용을 변경할 수 있는 디지털 메모리 형태이다. 데이터는 영구적이며 변경할 수 없다. 이는 고정 기억 장치 (ROM)의 한 유형이다. PROM은 디지털 전자 장치에서 영구 데이터를 저장하는 데 사용되며, 일반적으로 펌웨어 또는 마이크로코드와 같은 낮은 수준의 프로그램이다. 표준 ROM과의 주요 차이점은 ROM에는 제조 중에 데이터가 기록되는 반면, PROM에는 제조 후에 데이터가 프로그래밍된다는 점이다. 따라서 ROM은 일반적으로 잘 검증된 데이터와 함께 대량 생산에만 사용되는 경향이 있다. PROM은 필요한 볼륨이 공장에서 프로그래밍된 ROM을 경제적으로 만들지 못하거나, 궁극적으로 양산 버전에서 ROM으로 변환될 수 있는 시스템 개발 중에 사용될 수 있다.
PROM은 빈 상태로 제조되며, 기술에 따라 웨이퍼, 최종 테스트 또는 시스템 내에서 프로그래밍될 수 있다. 빈 PROM 칩은 PROM 프로그래머라는 장치에 연결하여 프로그래밍된다. 기업은 빈 PROM을 재고로 유지하고, 대량 약정을 피하기 위해 마지막 순간에 프로그래밍할 수 있다. 이러한 유형의 메모리는 마이크로컨트롤러, 비디오 게임 콘솔, 휴대폰, 무선 주파수 식별 (RFID) 태그, 이식형 의료 기기, 고화질 멀티미디어 인터페이스 (HDMI) 및 기타 여러 소비자 및 자동차 전자 제품에 자주 사용된다. 일반적인 PROM 장치는 트랜지스터로 구성된 메모리 셀 배열로 이루어져 있으며, 각 셀은 트랜지스터의 이미터에 폴리퓨즈라는 퓨즈에 연결된 쌍극성 트랜지스터이다. PROM 프로그래머는 폴리퓨즈를 날려 PROM을 프로그래밍하는 데 사용된다.

## 역사
PROM은 1956년에 미국 보쉬 아르마 기업의 아르마 부서에 근무하던 원 칭 저우에 의해 뉴욕 가든 시티에서 발명되었다. 이 발명은 미국 공군의 요청에 따라 애틀러스 E/F ICBM의 공중 디지털 컴퓨터에 표적 상수를 저장하는 더 유연하고 안전한 방법을 고안하기 위해 고안되었다. 특허 및 관련 기술은 애틀러스 E/F가 미국 ICBM 부대의 주요 운용 미사일인 동안 몇 년간 비밀 명령에 따라 유지되었다. PROM을 프로그래밍하는 과정을 나타내는 "번(burn)"이라는 용어는 원래 특허에도 나와 있는데, 이는 원래 구현 중 하나가 다이오드의 내부 위스커를 전류 과부하로 말 그대로 태워 회로 단절을 일으키는 것이었기 때문이다. 최초의 PROM 프로그래밍 기계도 저우의 지휘 아래 아르마 엔지니어들에 의해 개발되었으며, 아르마의 가든 시티 연구실과 공군 전략공군사령부 (SAC) 본부에 위치해 있었다.

### 1회용 프로그래밍 가능 메모리
OTP (one time programmable) 메모리는 데이터를 한 번만 메모리에 기록할 수 있는 특수한 유형의 비휘발성 메모리 (NVM)이다. 일단 메모리가 프로그래밍되면, 전원 손실 시에도 그 값을 유지한다 (즉, 비휘발성이다). OTP 메모리는 데이터의 안정적이고 반복적인 읽기가 필요한 애플리케이션에 사용된다. 예를 들어 부트 코드, 암호화 키, 아날로그, 센서 또는 디스플레이 회로의 구성 매개변수 등이 있다. OTP NVM은 eFuse 또는 EEPROM과 같은 다른 유형의 NVM에 비해 저전력, 작은 면적의 메모리 구조를 제공하는 특징이 있다. 따라서 OTP 메모리는 마이크로프로세서 및 디스플레이 드라이버부터 전원 관리 IC(PMIC)에 이르는 제품에 적용된다.
상업적으로 사용 가능한 반도체 안티퓨즈 기반 OTP 메모리 배열은 적어도 1969년부터 존재했으며, 초기 안티퓨즈 비트 셀은 교차 전도선 사이에 커패시터를 불어넣는 것에 의존했다. 텍사스 인스트루먼트는 1979년에 MOS 게이트 산화막 파괴 안티퓨즈를 개발했다. 이중 게이트 산화막 2-트랜지스터(2T) MOS 안티퓨즈는 1982년에 도입되었다. 초기 산화막 파괴 기술은 스케일링, 프로그래밍, 크기 및 제조 문제 등 다양한 문제를 겪어 이러한 기술을 기반으로 한 메모리 장치의 대량 생산을 막았다.
일회용 프로그래밍 가능한 메모리 장치의 또 다른 형태는 자외선 소거 가능 프로그래밍 가능 읽기 전용 메모리 (UV-EPROM)와 동일한 반도체 칩을 사용하지만, 완성된 장치는 소거에 필요한 값비싼 투명 석영 창이 있는 세라믹 패키지 대신 불투명한 패키지에 넣는다. 이 장치들은 UV EPROM 부품과 동일한 방법으로 프로그래밍되지만 비용이 저렴하다. 임베디드 컨트롤러는 필드 소거 가능 및 일회용 스타일 모두로 제공될 수 있어, 공장 프로그래밍 마스크 ROM 칩의 비용과 리드 타임 없이 대량 생산에서 비용 절감을 가능하게 한다.
안티퓨즈 기반 PROM은 수십 년 동안 사용 가능했지만, CMOS 표준에 통합된 것은 킬로패스 테크놀로지(Kilopass Technology Inc.)가 2001년에 표준 CMOS 공정을 사용하여 1T, 2T, 3.5T 안티퓨즈 비트 셀 기술의 특허를 취득하여 PROM을 로직 CMOS 칩에 통합할 수 있게 되면서부터였다. 안티퓨즈가 표준 CMOS에서 구현될 수 있는 최초의 공정 노드는 0.18 μm이다. 게이트 산화막 파괴가 접합부 파괴보다 작기 때문에, 안티퓨즈 프로그래밍 요소를 생성하는 데 특별한 확산 단계가 필요하지 않았다. 2005년에는 Sidense가 분할 채널 안티퓨즈 장치를 도입했다. 이 분할 채널 비트 셀은 두꺼운 (IO) 및 얇은 (게이트) 산화막 장치를 하나의 트랜지스터 (1T)에 공통 폴리실리콘 게이트와 결합한다.

## 프로그래밍

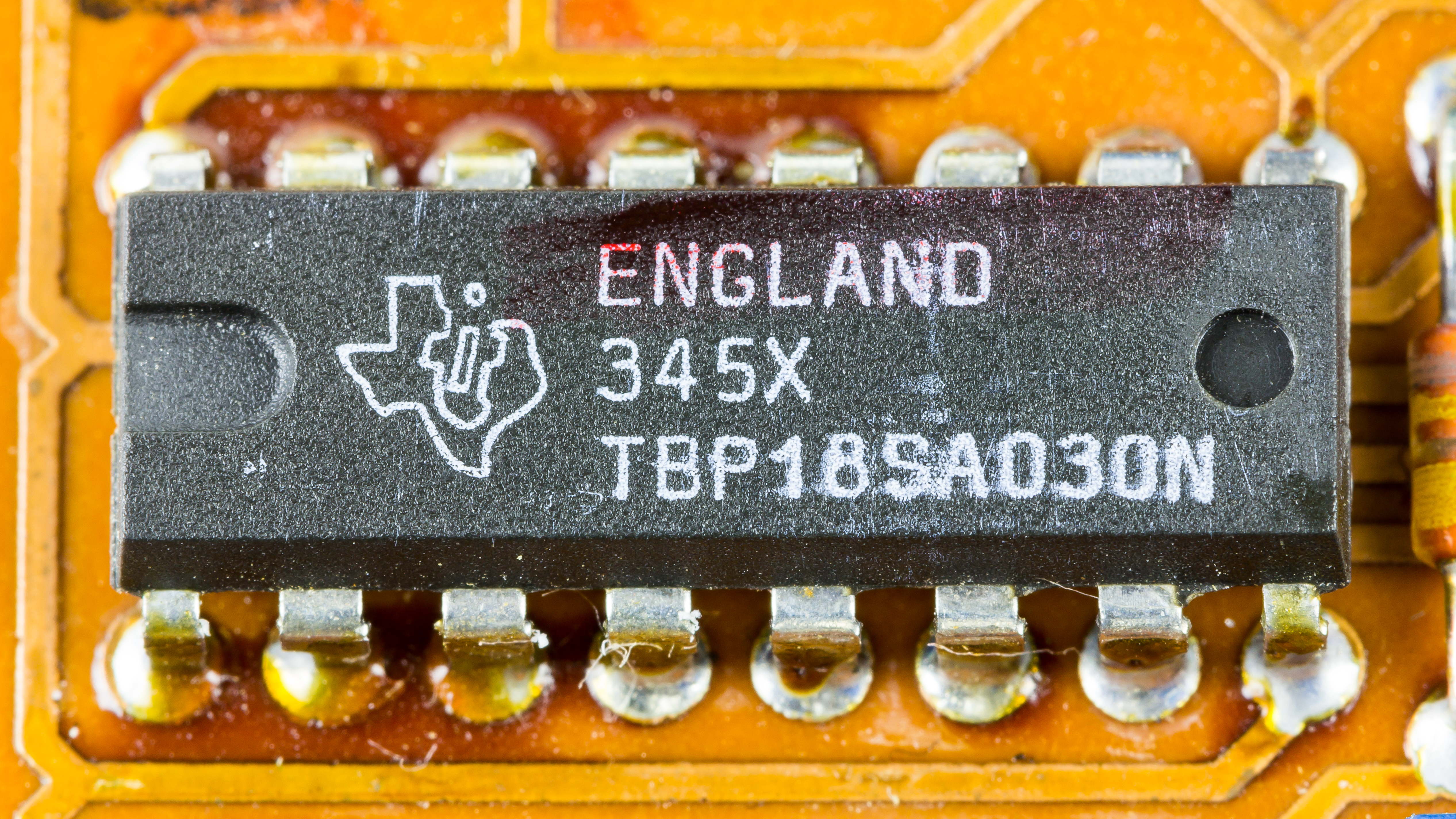
텍사스 인스트루먼츠 PROM 타입 TBP18SA030N

일반적인 PROM은 모든 비트가 "1"로 읽히는 상태로 제공된다. 프로그래밍 중 퓨즈 비트를 태우면 퓨즈가 "끊어져" 비트가 "0"으로 읽히게 되는데, 이는 되돌릴 수 없는 과정이다. 일부 장치는 새 데이터가 "1"을 "0"으로 대체하면 "재프로그래밍"될 수 있다. 일부 CPU 명령어 세트 (예: 6502)는 '00'의 작동 코드를 가진 BRK(break) 명령어를 정의하여 이를 활용했다. 잘못된 명령어가 있는 경우 BRK로 "재프로그래밍"하여 CPU가 패치로 제어를 전달하도록 할 수 있었다. 그러면 올바른 명령어를 실행하고 BRK 이후의 명령어로 돌아간다.
비트 셀은 얇은 산화막 트랜지스터의 게이트와 기판 사이에 정상 작동 시에는 발생하지 않는 고전압 펄스를 인가하여 프로그래밍된다 (두께 2nm 산화막의 경우 약 6 V, 또는 30 MV/cm). 트랜지스터의 게이트에 인가되는 양전압은 게이트 아래 기판에 반전 채널을 형성하여 산화막을 통해 터널링 전류가 흐르게 한다. 이 전류는 산화막에 추가적인 트랩을 생성하여 산화막을 통한 전류를 증가시키고 궁극적으로 산화막을 녹여 게이트에서 기판으로 전도성 채널을 형성한다. 전도성 채널을 형성하는 데 필요한 전류는 약 100 μA/100 nm2이며, 파괴는 약 100 μs 이내에 발생한다.

## 같이 보기
- 인텔 HEX

## 참고 문헌
- 1977 Intel Memory Design Handbook - archive.org
- View the US "Switch Matrix" Patent #3028659 at US Patent Office 보관됨 2015-10-16 - 웨이백 머신 or Google
- View Kilopass Technology Patent US "High density semiconductor memory cell and memory array using a single transistor and having variable gate oxide breakdown" Patent #6940751 at US Patent Office 보관됨 2015-09-04 - 웨이백 머신 or Google
- View Sidense US "Split Channel Antifuse Array Architecture" Patent #7402855 at US Patent Office 보관됨 2015-09-04 - 웨이백 머신 or Google
- View the US "Method of Manufacturing Semiconductor Integrated Circuits" Patent #3634929 at US Patent Office 보관됨 2015-09-04 - 웨이백 머신 or Google
- CHOI et al. (2008). "New Non-Volatile Memory Structures for FPGA Architectures"
- For the Advantages and Disadvantages table, see Ramamoorthy, G: "Dataquest Insight: Nonvolatile Memory IP Market, Worldwide, 2008-2013", page 10. Gartner, 2009